# Inscription de Poggio Sommavilla
L’inscription de Poggio Sommavilla est une inscription figurant sur un vase trouvé dans la vallée du Tibre sur le site de la nécropole de Poggio Sommavilla, frazione de la commune de Collevecchio. Cette inscription est importante à la fois par son ancienneté (fin du VIIe siècle av. J.-C.) et parce que c'est un document utile à l'histoire de la diffusion de l'alphabet étrusque en Italie. Le vase est conservé au Museum of Fine Arts de Boston.

## Le vase
Le vase a été découvert par F. Benedetti dans ses fouilles de la nécropole de Poggio Sommavilla, en 1895 ou 1896. Il a été vendu au collectionneur Tyszkiewicz, puis a figuré dans la dispersion de la collection Tyszkiewicz à l'hôtel Drouot, les 8 et 9 juin 1898. Il est acheté par Edward Perry Warren, qui le revend au musée de Boston en décembre 1901.
Le vase, clairement daté du VIIe siècle av. J.-C., appartient à un type bien connu, celui des « gourdes de pèlerin ». Il est en céramique assez grossière de couleur noire (impasto), probablement de fabrication locale. Chacune des deux faces de la gourde porte un décor comprenant un oiseau stylisé regardant à droite et entouré d'une guirlande de boucles. Sur chaque face se trouve une inscription, d'une part sur la panse, au-dessus de l'oiseau mais à l'intérieur de la guirlande, d'autre part sur le col de la gourde.
Le vase a été décrit, avec des dessins de face et de profil, par A. Pasqui dans sa publication de la nécropole parue dans les Notizie degli scavi de 1896, puis il a été quelque peu oublié, et les chercheurs ne savaient pas ce qu'était devenu le vase, avant qu'il ne soit retrouvé dans les collections du musée de Boston dans les années 1970.

## L'inscription
L'inscription comporte au total 32 signes. Ces signes sont dérivés d'un état de l'alphabet étrusque comportant déjà le sigma quadrilinéaire et le sens dextroverse. Il est clair que cette adaptation sabine est indépendante de celles qui ont eu lieu dans le Latium et en territoire falisque, comme le montre la façon différente de rendre le [f], par le signe 8, ainsi que d'autres particularités. « Tout porte donc à croire que cette inscription ressortit à un système graphique différent de tout ce qui est attesté par ailleurs dans la région. Un tel hapax graphique est, est-il besoin de le dire, d'une importance capitale pour l'histoire de l'écriture. » Quelques lettres sont d'une lecture douteuse et ont été interprétées différemment par les commentateurs de l'inscription.
Selon Dominique Briquel, la langue de l'inscription est un parler sabin relevant de l'ensemble osco-ombrien plutôt que latino-falisque. Helmut Rix parle d'un texte paléoombrien, ce qui renvoie au même ensemble. L'inscription a vraisemblablement un caractère votif.